# Nils Pedersson Bielke
Nils Pedersson Bielke till Åkerö i Bettna socken, Södermanlands län, och Stora Dala i Dala socken, Skaraborgs län. Född omkring 1502, uppfostrades delvis i Danmark, död 1550, var ett svenskt kammarråd, son till Peder Turesson (Bielke). Nils Pedersson var jämte sin broder Ture Pedersoon Bielke den första inom Bielkeätten, som skrev sig Bielke.

## Biografi
Nils Pedersson Bielke hade betydande jordegendomar i Sverige och återvann även stora delar av släktens i Danmark belägna, under unionsstriderna indragna gods. Han var från 1544 kammarråd, det vill säga en av de högsta tjänstemännen i den av Gustav Vasa organiserade "kammaren", ämbetsverket för rikets räkenskaper. Erhöll i förläning Viste härad 1538 och Dala socken, i Västergötland 1538 samt Bettna socken, 1544 och Sköldinge socken, 1546, båda i Södermanlands län. Nils Pedersson var häradshövding i Oppunda härad, Södermanland, 1546–1550.  Han kullseglade och drunknade i Bråviken 1550.
Han gifte sig 1537 i Söderköping med Anna Hogenskild (1513-1590) till Hedensö, dotter till Klemet Bengtsson Hogenskild och änka efter Jakob Krumme till Hedensö. Av deras barn, kan nämnas Hogenskild Bielke (avrättad 1605), Ture Nilsson Bielke (avrättad under Linköpings blodbad år 1600), Claes Nilsson Bielke (1544-1623), och Carin Nilsdotter Bielke (1539-1596).  

### Fotnoter
1. 1 2 3 4 5 6 7 8 9 10 11 12 13 14  Gustaf Elgenstierna, Den introducerade svenska adelns ättartavlor, vol. 1, Norstedts Förlagsgrupp, 1925, s. 360, läst: 31 december 2021.[källa från Wikidata]
2. ↑  Nils Pedersson (Bielke), Svenskt biografiskt lexikon, Svenskt Biografiskt Lexikon-ID: 18171, läs online.[källa från Wikidata]
3. 1 2  Leo van de Pas, Genealogics, 2003, läs online och läs online.[källa från Wikidata]
4. ↑  Jan Erik Almquist, Lagsagor och domsagor i Sverige, 1954, sid. 99–102.